# ETCR 2022
La stagione 2022 della ETCR – eTouring Car World Cup è la seconda stagione del campionato riservato a vetture turismo elettriche. È iniziata il 6 maggio a Pau ed è terminata il 25 settembre al Sachsenring. Adrien Tambay, su CUPRA e-Racer, si è aggiudicato il titolo piloti, mentre la sua scuderia, la Cupra EKS, si è aggiudicata il titolo costruttori.

## Scuderie e piloti
| Scuderia             | Vettura                 | #  | Pilota             | Gare  |
| -------------------- | ----------------------- | -- | ------------------ | ----- |
| Cupra EKS            | CUPRA e-Racer           | 1  | Mattias Ekström    | Tutte |
| Cupra EKS            | CUPRA e-Racer           | 10 | Tom Blomqvist      | Tutte |
| Cupra EKS            | CUPRA e-Racer           | 27 | Adrien Tambay      | Tutte |
| Cupra EKS            | CUPRA e-Racer           | 28 | Jordi Gené         | Tutte |
| Hyundai Motorsport N | Hyundai Veloster N ETCR | 5  | Norbert Michelisz  | Tutte |
| Hyundai Motorsport N | Hyundai Veloster N ETCR | 31 | Kevin Ceccon       | 1-2   |
| Hyundai Motorsport N | Hyundai Veloster N ETCR | 69 | Jean-Karl Vernay   | Tutte |
| Hyundai Motorsport N | Hyundai Veloster N ETCR | 88 | Nicky Catsburg     | 3-6   |
| Hyundai Motorsport N | Hyundai Veloster N ETCR | 96 | Mikel Azcona       | Tutte |
| Romeo Ferraris       | Alfa Romeo Giulia ETCR  | 7  | Bruno Spengler     | Tutte |
| Romeo Ferraris       | Alfa Romeo Giulia ETCR  | 21 | Giovanni Venturini | Tutte |
| Romeo Ferraris       | Alfa Romeo Giulia ETCR  | 25 | Luca Filippi       | Tutte |
| Romeo Ferraris       | Alfa Romeo Giulia ETCR  | 36 | Maxime Martin      | Tutte |

## Calendario
| Gara | Circuito                       | Data            |
| ---- | ------------------------------ | --------------- |
| 1    | Circuito di Pau                | 6-8 maggio      |
| 2    | Hungaroring                    | 10-12 giugno    |
| 3    | Circuito permanente del Jarama | 17-19 giugno    |
| 4    | Circuito di Zolder             | 8-10 luglio     |
| 5    | Autodromo di Vallelunga        | 22-24 luglio    |
| 6    | Sachsenring                    | 23-25 settembre |

## Risultati e classifiche

### Gare
| Gara | Circuito    | Vincitore Pool Fast | Vincitore Pool Furious | Vincitore assoluto | Scuderia vincitrice  | Vettura vincitrice      |
| ---- | ----------- | ------------------- | ---------------------- | ------------------ | -------------------- | ----------------------- |
| 1    | Pau         | Adrien Tambay       | Mattias Ekström        | Mattias Ekström    | Cupra EKS            | CUPRA e-Racer           |
| 2    | Hungaroring | Maxime Martin       | Adrien Tambay          | Adrien Tambay      | Cupra EKS            | CUPRA e-Racer           |
| 3    | Jarama      | Adrien Tambay       | Mattias Ekström        | Mattias Ekström    | Cupra EKS            | CUPRA e-Racer           |
| 4    | Zolder      | Adrien Tambay       | Maxime Martin          | Maxime Martin      | Romeo Ferraris       | Alfa Romeo Giulia ETCR  |
| 5    | Vallelunga  | Mikel Azcona        | Mattias Ekström        | Mikel Azcona       | Hyundai Motorsport N | Hyundai Veloster N ETCR |
| 6    | Sachsenring | Tom Blomqvist       | Adrien Tambay          | Tom Blomqvist      | Cupra EKS            | CUPRA e-Racer           |

### Classifiche

#### Classifica piloti
| Pos. | Pilota             | FRA | UNG | SPA | BEL | ITA | GER | Punti |
| ---- | ------------------ | --- | --- | --- | --- | --- | --- | ----- |
| 1    | Adrien Tambay      | 2   | 1   | 2   | 2   | 4   | 2   | 535   |
| 2    | Mattias Ekström    | 1   | 2   | 1   | 5   | 2   | 4   | 488   |
| 3    | Tom Blomqvist      | 3   | 6   | 9   | 3   | 3   | 1   | 434   |
| 4    | Maxime Martin      | 6   | 3   | 4   | 1   | 5   | 5   | 421   |
| 5    | Mikel Azcona       | 4   | 4   | 5   | 4   | 1   | 8   | 408   |
| 6    | Bruno Spengler     | 5   | 4   | 7   | 8   | 9   | 9   | 306   |
| 7    | Norbert Michelisz  | 8   | 11  | 6   | 11  | 8   | 3   | 293   |
| 8    | Jean-Karl Vernay   | 7   | 9   | 11  | 6   | 7   | 11  | 254   |
| 9    | Jordi Gené         | 9   | 12  | 3   | 12  | 11  | 12  | 218   |
| 10   | Giovanni Venturini | 11  | 7   | 10  | 9   | 12  | 6   | 209   |
| 11   | Nicky Catsburg     |     |     | 8   | 7   | 6   | 10  | 188   |
| 12   | Luca Filippi       | 12  | 10  | 12  | 10  | 10  | 7   | 181   |
| 13   | Kevin Ceccon       | 10  | 8   |     |     |     |     | 67    |
| Pos. | Pilota             | FRA | UNG | SPA | BEL | ITA | GER | Punti |

| Colore  | Risultato             |
| ------- | --------------------- |
| Oro     | Vincitore             |
| Argento | 2º posto              |
| Bronzo  | 3º posto              |
| Verde   | Finito a punti        |
| Blu     | Finito senza punti    |
| Viola   | Ritirato (Rit)        |
| Viola   | Non classificato (NC) |
| Rosso   | Non qualificato (NQ)  |
| Nero    | Squalificato (SQ)     |
| Bianco  | Non partito (NP)      |
| Bianco  | Non ha gareggiato     |
| Bianco  | Infortunato (INF)     |
| Bianco  | Escluso (ES)          |
| Bianco  | Gara cancellata (C)   |

#### Classifica costruttori
| Pos. | Costruttore          | Punti |
| ---- | -------------------- | ----- |
| 1    | Cupra EKS            | 1076  |
| 2    | Hyundai Motorsport N | 746   |
| 3    | Romeo Ferraris       | 732   |